# Rudolph William Schroeder

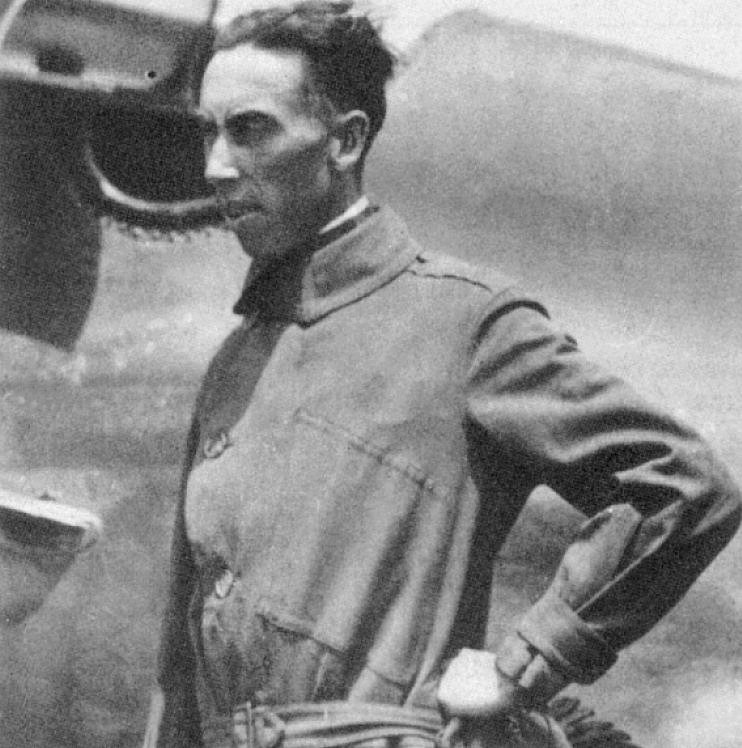
Rudolph W. Schroeder (1920)

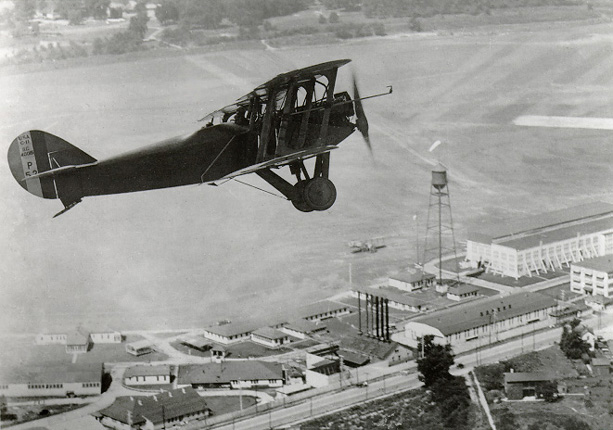
Schroeders Packard-LePère-LUSAC-11-Doppeldecker über dem McCook Field

Rudolph William „Shorty“ Schroeder (* 14. August 1885 in Chicago; † 29. Dezember 1952 im Cook County, Illinois) war ein US-amerikanischer Pilot deutsch-irischer Abstammung. Er war 1920 der Erste, der mit einem Motorflugzeug die Höhe von 10.000 Metern erreichte.

## Leben
Rudolph William Schroeder war der Sohn von John und Anna Schroeder. Er trug den Spitznamen Shorty, obwohl oder weil er 1,93 m groß war. Schroeder absolvierte die Crane Technical School in Chicago. 1910 wurde er Mechaniker bei Otto Brodie (1888–1913), einem Flugpionier, der Schauflüge mit einem frühen Curtiss-Doppeldecker und ab 1911 mit einem Farman-Doppeldecker ausführte. Bei ihm erlernte Schroeder das Fliegen. Nachdem Brodie 1913 tödlich verunglückt war, wurde Schroeder Mechaniker bei Newell M. („Mickey“) McGuire (1886–1914), der einen Curtiss Pusher flog. Nach dessen Tod arbeitete er eine Weile mit Katherine Stinson zusammen.
Im Oktober 1916 trat Schroeder der Flugabteilung des U.S. Army Signal Corps bei. Bis zum Ende des Ersten Weltkriegs stieg er bis in den Rang eines Majors auf. Schroeder wurde Chef-Testpilot des Signal Corps auf dem McCook Field in Dayton, Ohio, und führte Flüge in großen Höhen durch. Am 18. September 1918 stellte er in einem von der Bristol Aeroplane Company produzierten Flugzeug mit 8800 m seinen ersten Höhenweltrekord für Motorflugzeuge auf. 1919 folgten drei weitere Höhenrekorde. Im August 1919 gewann Schroeder den Handicapwettbewerb für Militärflieger beim Großen New-York-Toronto-Luftrennen. Am 27. Februar 1920 führte er im LePère LUSAC-11-Doppeldecker der Packard Motor Car Company einen Flug aus, der ihn innerhalb von einer Stunde und 47 Minuten bis auf 10.093 m Höhe führte. Er überbot damit die Marke von 9.760 m, die am 17. Juni 1919 vom BMW-Testpilot Franz Zeno Diemer erreicht worden war. Eine größere Höhe hatten zuvor nur die Berliner Meteorologen Arthur Berson und Reinhard Süring 1901 mit dem Gasballon Preussen erreicht. Als er seine Schutzbrille abnahm, um die Sauerstoffflasche zu wechseln, froren Schroeder die Augen ein. Ohne Sauerstoffatmung wurde er in der dünnen Luft kurz darauf bewusstlos. Zwei Minuten später erlangte er – nur 600 Meter über dem Boden – das Bewusstsein zurück und konnte, obwohl er fast blind war, das Flugzeug abfangen und sicher landen.
Schroeders Sehkraft war nach dem Rekordflug eingeschränkt, er blieb aber ein begeisterter Flieger. 1920 nahm er am Wettfliegen um den Gordon-Bennett-Pokal in Paris teil, musste aber wegen eines Motorschadens vorzeitig aufgeben.
Nachdem er aus der Armee ausgeschieden war, beschäftigte er sich mit Fragen der Flugsicherheit, zunächst bei Underwriters Laboratories. Mitte der 1920er Jahre arbeitete er als Testpilot bei Stout Metal Airplane Company, einer Tochterfirma der Ford Motor Company. Er flog als Erster die dreimotorigen Passagierflugzeuge Stout 3-AT (Erstflug am 25. November 1925) und Ford 4-AT (Erstflug am 11. Juni 1926). Am Ende der 1920er Jahre war er Konstruktionsleiter bei Curtiss-Wright, später stellvertretender Direktor beim Bureau of Air Commerce. 1940 wurde Schroeder Vizepräsident für Sicherheit bei United Airlines. Ein Jahr später erlitt er einen Schlaganfall. 1945 wurde er mit dem Distinguished Flying Cross ausgezeichnet. Er starb mit 67 Jahren am 29. Dezember 1952.
Rudolph William Schroeder war verheiratet mit Lillian Anne Schroeder. Das Paar hatte zwei Kinder, den Sohn Leonard und die Tochter Ann.